# Richard Davy
Richard Davy, né vers 1465 – mort en 1507, est un compositeur anglais de la Musique de la Renaissance, organiste et chef de chœur, l’un des plus représentés dans le livre de chœur d'Eton.

## Biographie
On sait peu de chose de la vie de Richard Davy. Son nom est commun dans le comté de Devon et il y est peut-être né. Il est membre du Magdalen College à Oxford et chef de chœur et organist au moins durant la période 1490-2. Les comptes de marguillier pour Ashburton dans le Devon, mentionnent un "Dom. Richardus Dave" de 1493 to 1495, où il a peut-être été aumônier ou maitre de l'école située à proximité de la St. Lawrence Chapel Il a peut-être déménagé à la cathédrale d'Exeter pour être vicaire choral dans la période allant de 1497 à 1506

## Influence
Davy est le deuxième compositeur le plus représenté dans le Livre de chœur d'Eton avec neuf compositions dont son œuvre la plus célèbre, le Passio Domini in ramis palmarum ou Passion selon St-Matthieu. Son œuvre est considéré comme plus fleuri que celle de ses contemporains Robert Fayrfax et William Cornish et pu avoir une influence considérable sur des personnalités ultérieures tels que John Taverner.